# Duby v Dětmarovicích
Duby v Dětmarovicích jsou památné stromy duby letní (Quercus robur L.) u Bendova statku čp. 938 v Dětmarovicích v okrese Karviná v nížině Ostravská pánev v Moravskoslezském kraji.

## Další informace
Nedaleko frekventované silnice I/67 v areálu Bendova statku rostou dva duby letní, které dosahují výšky asi 20 m.
Podle údajů z 1. června 1990:
| Výška stromu                 | 16 m                        |
| Výška stromu                 | 15 m                        |
| Obvod kmene ve výčetní výšce | 4,30 m                      |
| Obvod kmene ve výčetní výšce | 3,00 m                      |
| Datum prvního vyhlášení      | 1. června 1990              |
| Ochranné pásmo:              | svislý průměr koruny stromu |